# Grande fregio di Traiano
Il grande fregio di Traiano era un fregio scolpito che si ipotizza fosse collocato nell'omonimo foro a Roma. Esso raffigurava le gesta dell'imperatore Traiano al termine della conquista della Dacia, che culminava con un trionfo, quale continuazione del racconto del fregio coclide traianeo e il cui soggetto è riferibile, quindi, agli anni finali del 106-107.

## Datazione
Qualche studioso ha anche proposto di attribuire questo rilievo all'epoca di Domiziano e delle sue guerre daciche, tanto che uno dei massimi studiosi contemporanei dell'arte romana, non esclude tale datazione a priori, almeno sulla base del solo dato stilistico, considerando che tutti i ritratti dell'imperatore sono stati rielaborati in età costantiniana. E sempre il Coarelli aggiunge che non ci è nota la sua collocazione iniziale e che la sua provenienza dal Foro di Traiano, contrasterebbe con la descrizione che ne fa Ammiano Marcellino nel IV secolo, secondo cui la piazza del foro era ancora perfettamente conservata (e quindi molto dopo la riutilizzazione del fregio nell'arco di Costantino), come testimonia la meraviglia di Costanzo II in visita a Roma nel 357:
(Ammiano Marcellino, Res gestae, XV, 10, 15)

## Composizione e collocazione

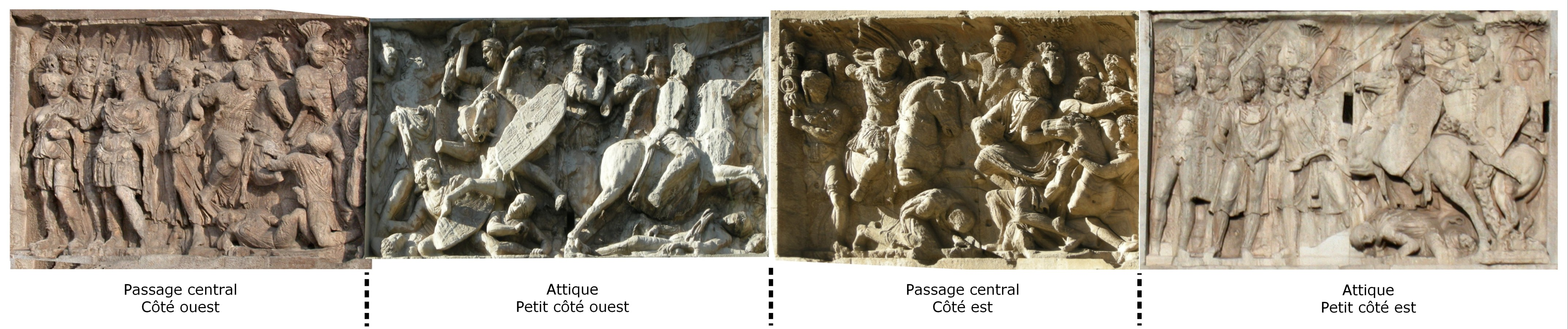
Ricostruzione fotografica del grande fregio di Traiano: prima parte (estrema sinistra): Traiano che entra a Roma; seconda parte: I prigionieri sono incalzati da una carica della cavalleria guidata dall'imperatore stesso e seguito da signiferi e cornicini; terza parte: Conquista di un villaggio dacico da parte della cavalleria e la fanteria romana che spingono i prigionieri; quarta parte (estrema destra): I soldati mostrano le teste mozzate dei barbari. I calchi dei pannelli reimpiegati, ricomposti nell'ordine originario, si trovano presso il Museo della civiltà romana.

Il fregio era costituito da lastre di marmo pentelico (lunghe ciascuna 2,25/2,30 m circa), delle quali si conservano quattro pannelli (ciascuno formato da due lastre), reimpiegati sull'arco di Costantino: due nel passaggio del fornice centrale e due in alto sui lati corti dell'attico. I quattro pannelli reimpiegati combaciano perfettamente, provando che si trattasse in origine di un unico grande fregio, di circa 3 m di altezza e di poco più di 18 m di lunghezza, con alcune figure in primo piano, alte 2,30 metri circa.
Il fregio potrebbe essere stato completato da altre lastre, in parte perdute in parte individuate da frammenti al Louvre, all'Antiquarium del Foro Romano e al Museo Borghese (in quest'ultimo vi sarebbero dei frammenti di un'adlocutio che il Bandinelli ipotizza prima della battaglia sulla destra del fregio): la ricostruzione della sua lunghezza complessiva (fino a 28-32 metri, per un totale di 12 o 14 lastre) e l'individuazione della sua originaria collocazione sono tuttora discusse.
Filippo Coarelli lo collocherebbe lungo la facciata esterna della Basilica Ulpia, Anne Marie Leander Touati lungo i portici laterali della piazza, Sandro Stucchi sul retro della Basilica Ulpia, nel cortile nel quale sorgeva la Colonna traiana. 
L'ammirazione di Costanzo II nel 357 per il complesso traianeo, nota dalle fonti ha suggerito che il fregio, all'epoca già reimpiegato nell'arco, non fosse stato sottratto dagli edifici traianei del foro: Werner Gauer ne ha supposto una collocazione originaria nell'ambito della ricostruzione traianea del Foro di Cesare e Ranuccio Bianchi Bandinelli dal Foro di Nerva.
Calchi delle lastre dell'arco di Costantino furono ricomposti nella loro originaria unità per la "Mostra augustea della romanità" (inaugurata il 23 settembre del 1937 presso il Palazzo delle Esposizioni di Roma). Più tardi furono esposti in modo definitivo (a partire dal 21 aprile del 1955) presso il Museo della civiltà romana a Roma.

## Descrizione
Il fregio, nelle parti combacianti sull'arco, raffigura (da sinistra a destra), Traiano che entra a Roma, incoronato da una Vittoria e portato verso la città dalla personificazione della Virtus in abito amazzonico; alcuni prigionieri daci sono incalzati da una carica della cavalleria romana guidata dall'imperatore stesso e seguito da signiferi e cornicini; successivamente vediamo la conquista di un villaggio dacico (scolpito sullo sfondo) da parte delle forze romane congiunte di cavalleria e fanteria romana che circondano i Daci e ne fanno prigionieri; in secondo piano i soldati (tra il terzo e quarto pannello) mostrano le teste mozzate dei barbari. La rappresentazione mancante, secondo il Bianchi Bandinelli, doveva continuare con l'imperatore portato in trionfo.
Il fregio storico, dove i Daci sono ben riconoscibili nei loro costumi, è stato confrontato coi rilievi della Colonna Traiana, arrivando a ipotizzare la presenza dello stesso maestro nelle due opere, anche se qui mancano gli intenti di fedele ricostruzione storica degli avvenimenti e della sequenza temporale, nonostante alcune scene siano simili (scena 51, Traiano riceve le teste di due capi daci e le scene di cavalleria alla carica). Se si tratta della stessa mano, almeno nei disegni e nella concezione, siamo comunque di fronte a due contenuti diversi (narrativo-cronistico e celebrativo-simbolico) espressi con linguaggi differenti, nonostante alcuni inconfondibili tratti comuni, come il solco di contorno per le figure, alcuni schemi compositivi e il ritratto dei barbari vinti come onorevoli avversari. La presenza della scena dell'adventus ("ritorno"), non presente nella Colonna, forma una sorta di continuazione del racconto delle imprese di Traiano, anche se con intento maggiormente encomiastico e celebrativo.

## Stile
Lo stile del fregio è "baroccheggiante", con una composizione affollata e complessa, con l'uso di un ricco chiaroscuro, con un notevole senso della spazialità dato dagli elementi non disposti su uno sfondo piatto ma variamente "fluttuanti" (teste, alberi, lance).

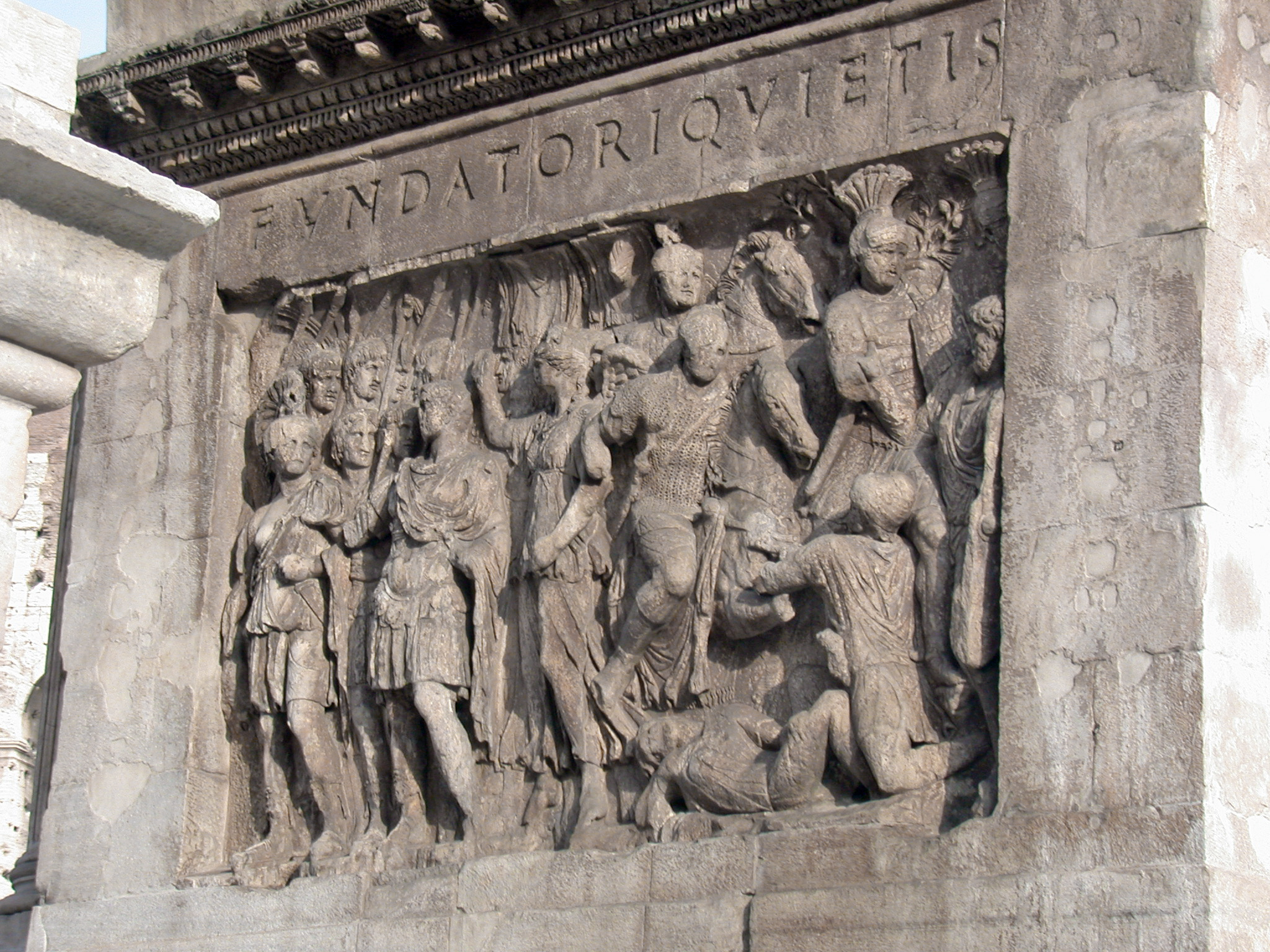
Prima parte (estrema sinistra):Traiano che entra a Roma
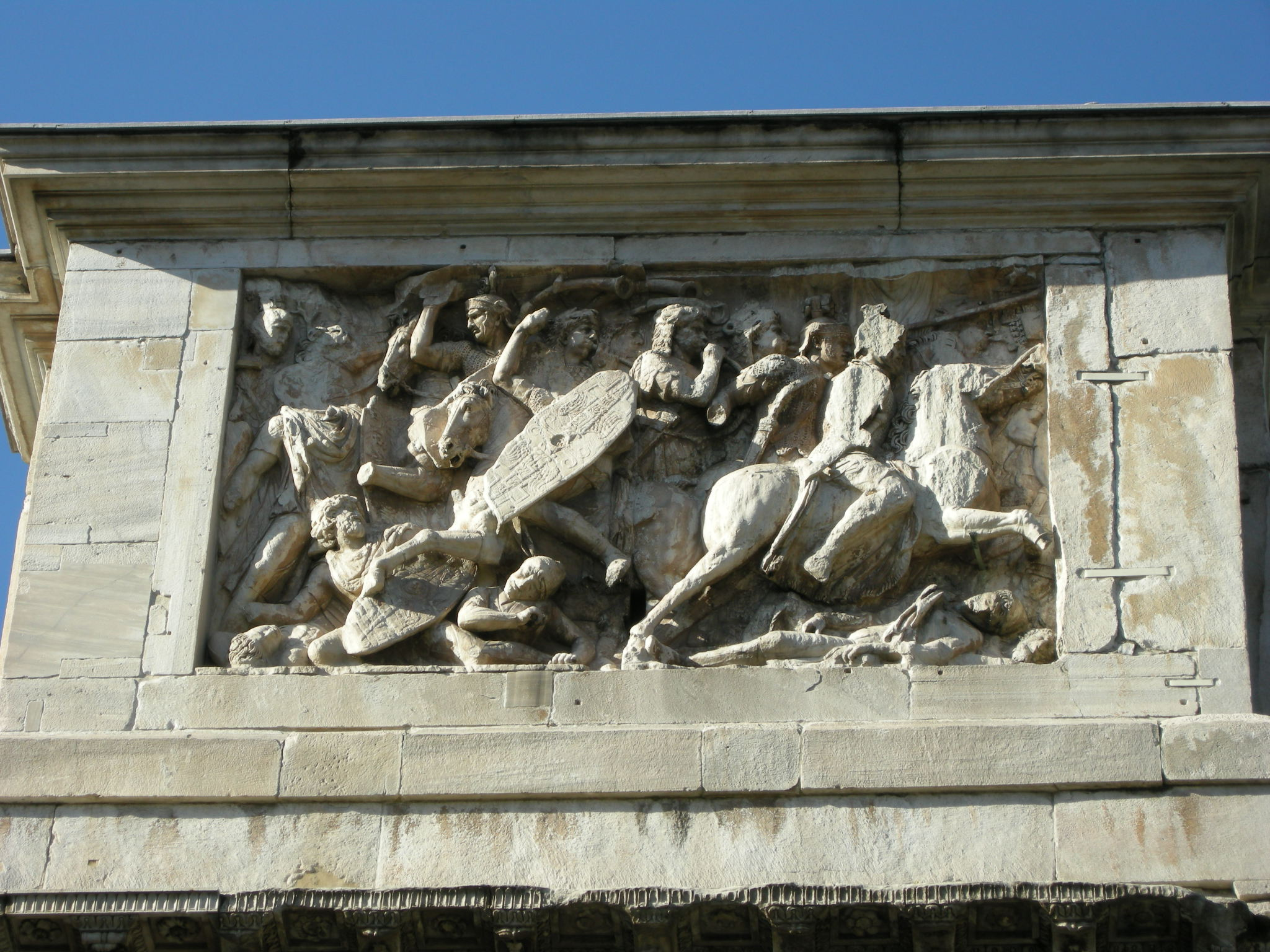
Seconda parte: I prigionieri sono incalzati da una carica della cavalleria guidata dall'imperatore stesso e seguito da signiferi e cornicini
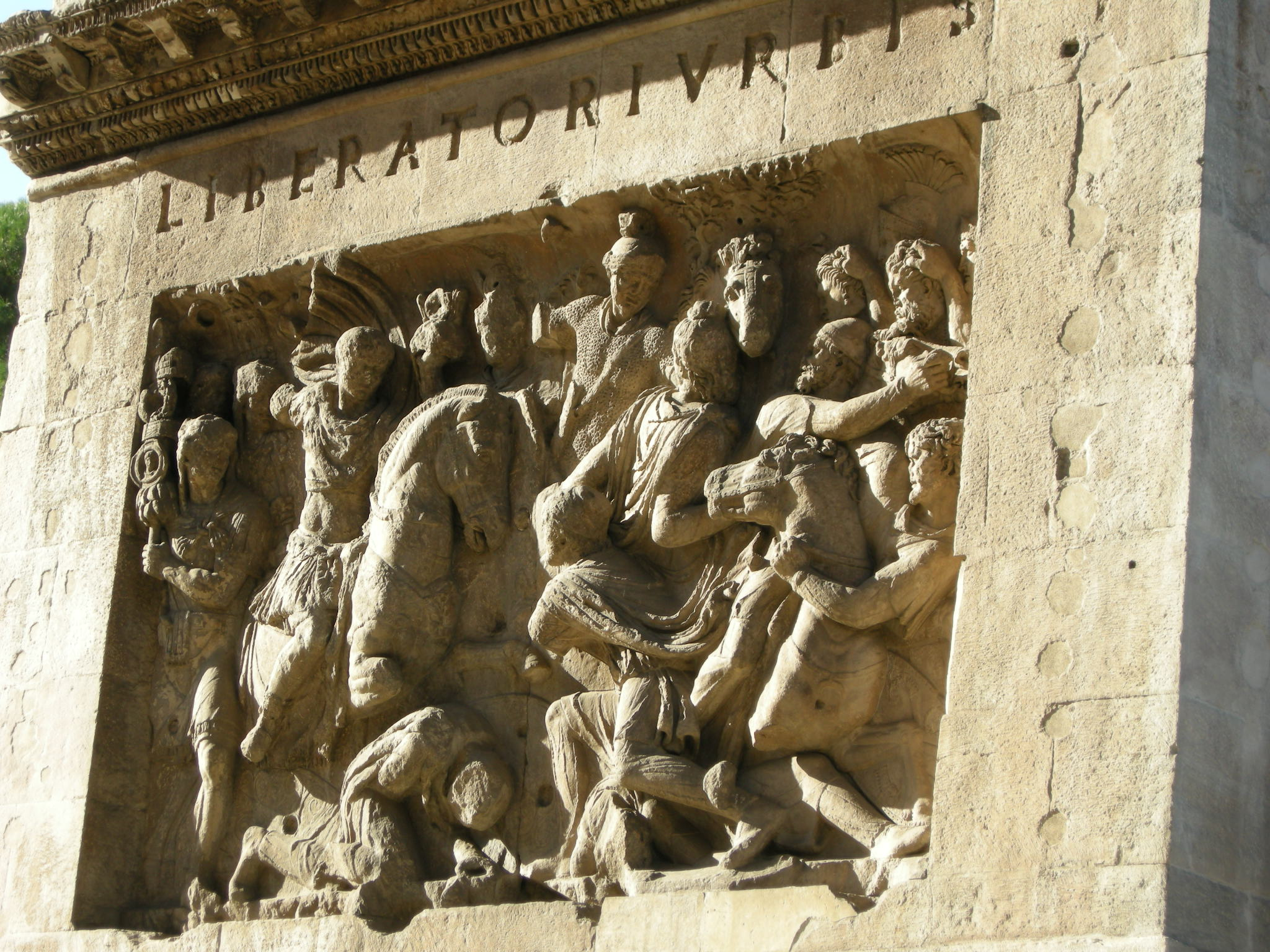
Terza parte: Conquista di un villaggio dacico da parte della cavalleria e la fanteria romana che spingono i prigionieri
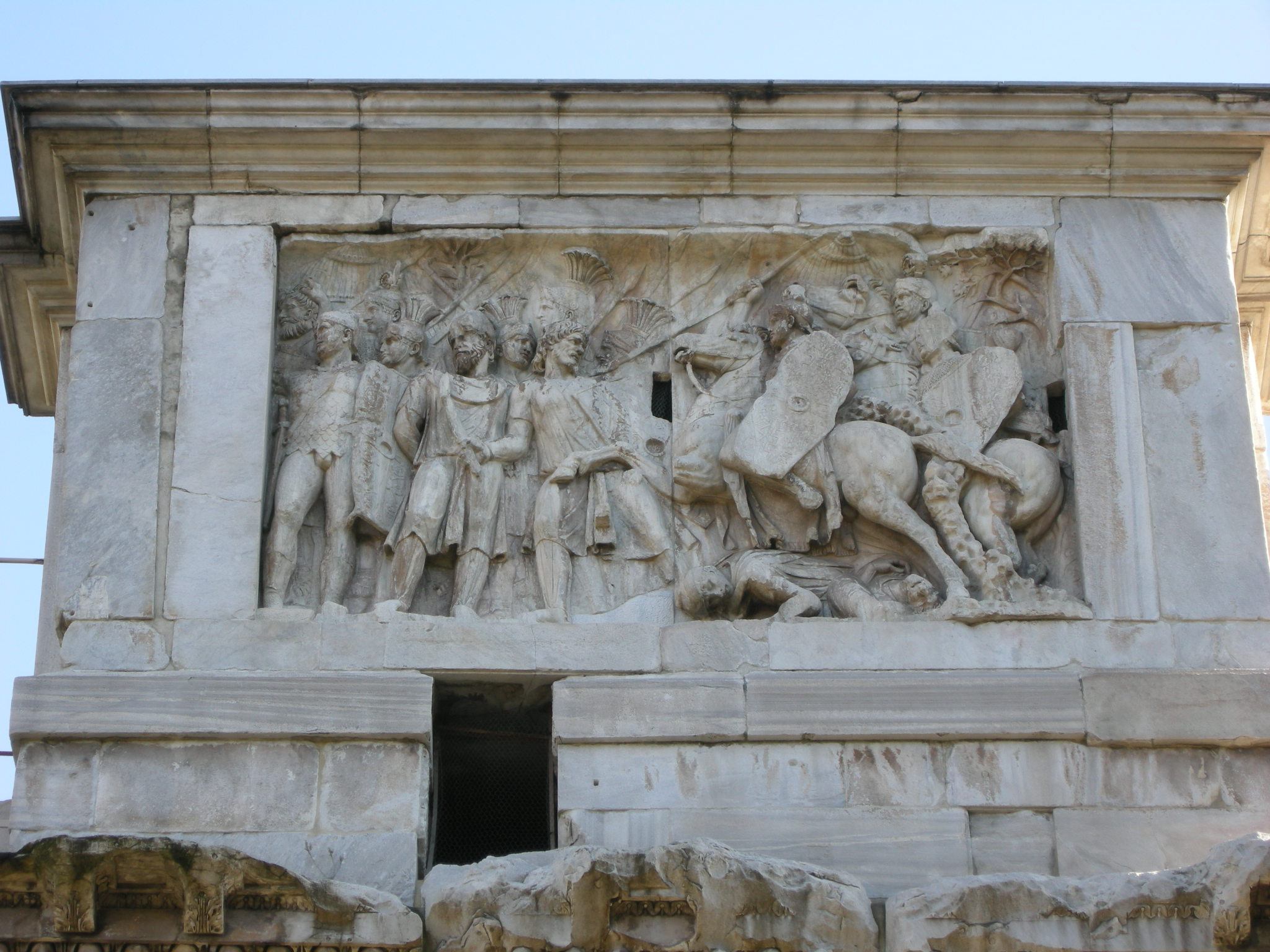
Quarta parte (estrema destra): I soldati mostrano le teste mozzate dei barbari